# Trojan (planina)
Trojan (alb. Kolata e Keqe) je istaknuti masiv u Albaniji, u Prokletijama, koji se nalazi u blizini državne granice s Crnom Gorom. Proteže se između bloka Jezercë na jugu i grebena Marlula na sjeveru.

## Geologija
Položaj masiva na čelu tektonskog nadvožnjaka, zajedno s raznolikim litološkim sastavom karbonata i efuzivnih ploča, rezultirao je karakterističnim morfološkim karakteristikama. U srcu masiva je vrh Maja e Trojanit, visok 2,194 m, sa svojom efuzivno-karbonatnom jezgrom, koja se postupno spušta duž flišnih rubova prema prijevoju Dobku na jugu i Gadusë na sjeveru. Maja e Perondisë 2,059 m uzdiže se od južne granice, pokazujući blag oblik zbog svog muljevitog sastava.
Na albanskoj strani, zapadna padina masiva ima dva uočljiva loma, jedan između karbonata i efuziva, a drugi između efuziva i fliša, s cirkovima koji se nalaze iznad kote 1,600–1,700 m, označavajući izlazak desnih ogranaka potoka Lepushë.

## Bioraznolikost
Šumski pokrivač pretežito je gust s hrastovim stablima. Poznate šume u tom području uključuju Skrobotushë, Budaç, Lepushë i Morin. Mala područja alpskih pašnjaka prostiru se između Maja e Vilës i Grebena, na visinama većim od 1,800 m.